# Kroppslighet
Kroppslighet (motsvarande engelskans corporeality) är egenskapen eller förhållandet att vara kroppslig eller att ha en kropp. I fenomenologisk tradition avser kroppslighet den existentiella och meningsbärande upplevelsen av den levda kroppen.
Ett liknande begrepp är förkroppsligande (motsvarande engelskans embodiment). Det utgår från hur levd erfarenhet tar sig kroppsliga uttryck, som synliggörs i stil, hållning och rörelser.

## Den levda kroppen
Termen kroppslighet har betydelse i den kunskapsteoretiska diskussion som utgår från filosofen Maurice Merleau-Ponty. Människan (människokroppen) rör sig i en upplevd omvärld, där människans sinnesorgan utgör grunden för den bild av omvärlden som vi använder. Kunskap uppstår i ett möte mellan kroppen och världen.
Merleau-Pontys fenomenologi genomsyras av en spänning mellan å ena sidan betoningen av omedelbarheten (kroppsligheten, perceptionen), och å andra sidan betoningen av förmedlingssammanhangen (språket, historien). I båda fallen är det frågan om ett svar på frågan om vad som är det konkreta eller det verkliga. Perceptionen eller förnimmelsen är vår grundläggande tillgång till den värld vi redan är i genom hela vår kroppslighet.

## Kön och kropp
Termen kroppslighet har sedan 1990-talet använts mycket inom filosofi, sociologi, idéhistoria, antropologi etc. i mer allmän mening och har fått stor betydelse för att språkligt hantera nya synsätt inom kulturvetenskaper. Ett ökande intresse för kroppen i forskningen är bland annat ett resultat av feminismens framväxt och fokusering på de individuella kropparna som ämnesområde för politiska och ekonomiska maktdiskussioner. Feministisk forskning har lagt vikt vid att förstå hur kopplingarna mellan kön och kropp utgör viktiga komponenter i den könsbestämda differentieringen i samhället. Avsikten är att fästa uppmärksamhet på kroppen som viktig förutsättning för handling, identitetsutveckling och interaktion.